# Agave lechuguilla
Agave lechuguilla är en sparrisväxtart som beskrevs av John Torrey. Agave lechuguilla ingår i släktet Agave och familjen sparrisväxter. Inga underarter finns listade i Catalogue of Life.

## Bildgalleri

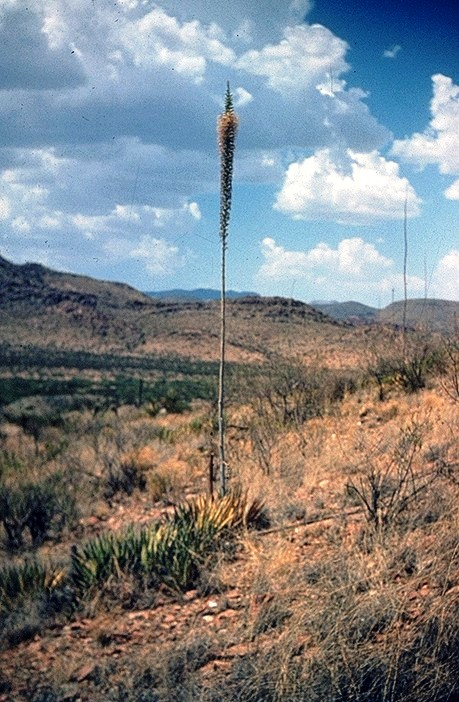
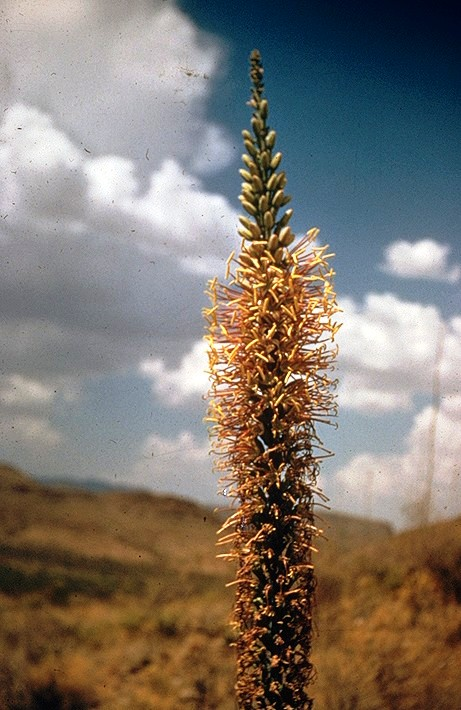
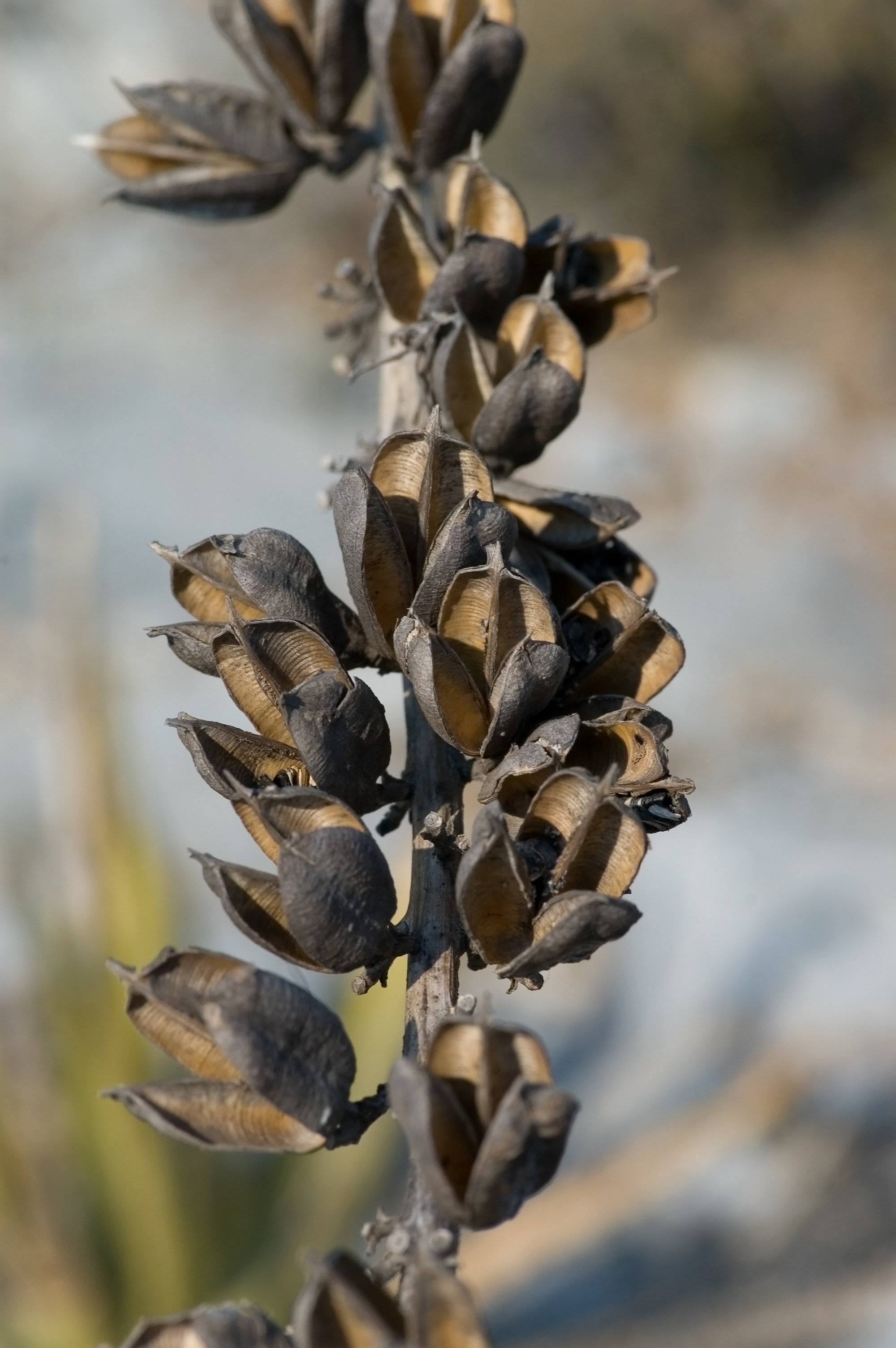
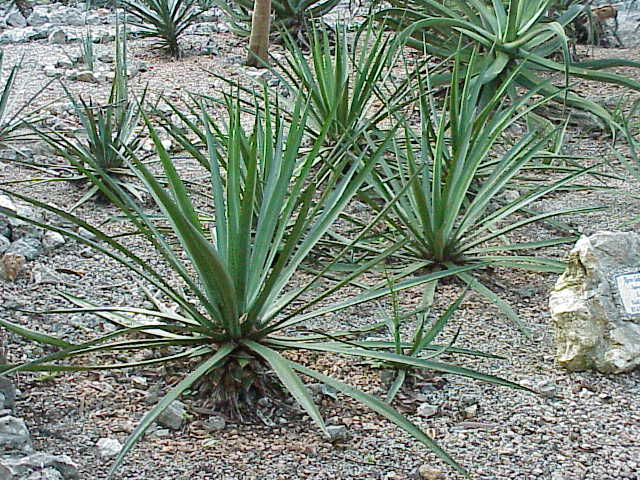
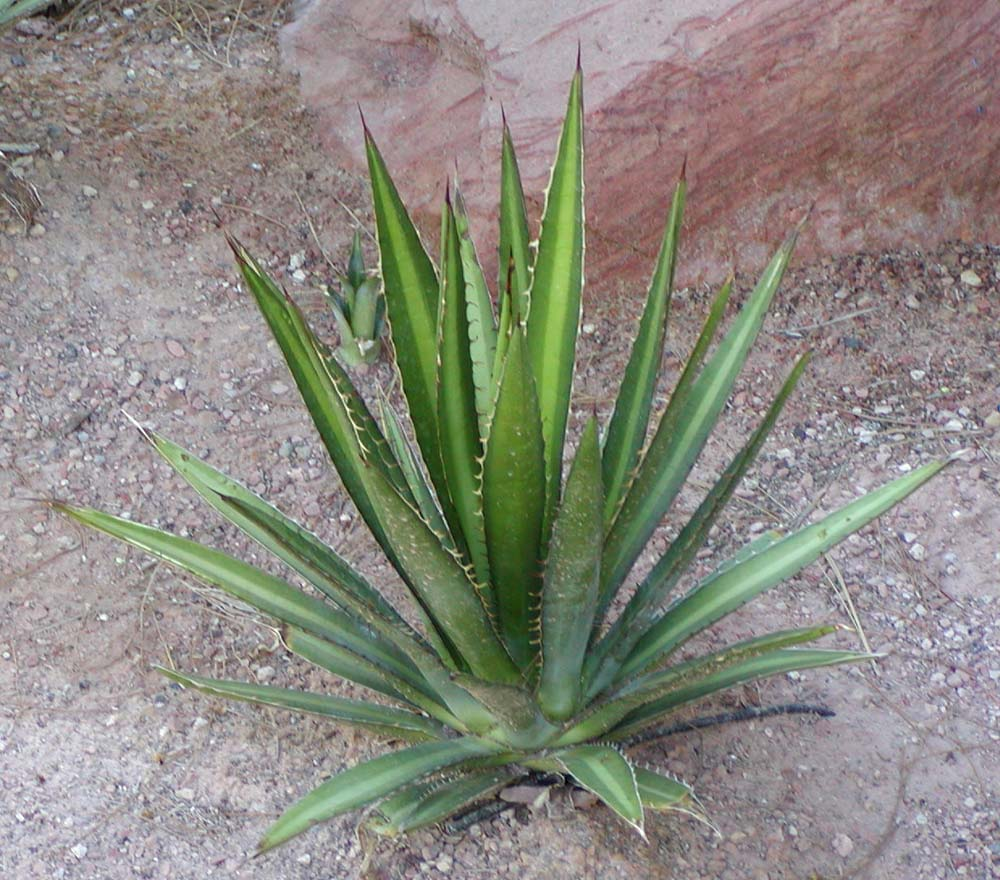
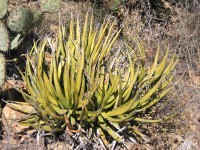